# 利潤管制協議
利潤管制協議，又稱管制計劃協議（Scheme of Control Agreement），或資料及諮詢協議（Information and Consultation Agreement）是指香港政府，與一些具壟斷權的公用事業機構，就收費和價格調整機制所達成的協議。在協議下規管的機構，在法律上，並不用政府批出專營權，任何人理論上，只要有充足資本，並合符有關環保法規，都可以投身有關事業。
傳媒一般俗稱這項協議為利潤管制計劃。

## 政策目標
根據香港政府環境局的宣稱，利潤管制協議的目的在於確保電力公司以合理價格為公眾提供可靠及有效的服務，同時公司的股東亦能獲取合理的投資回報。

## 管制計劃協議與資料及諮詢協議的分別
- 管制計劃協議會根據有關公司的固定資產投資，准許一定利潤水平，保障回報。
- 資料及諮詢協議並無投資回報保障。

## 歷史
- 香港政府分別在1964年和1978年，為了保障小市民的利益以及兩間電力公司的合理投資回報，而引進利潤管制協議[2]。政府先在1964年與中華電力有限公司簽署有關協議，而1978年，政府與香港電燈有限公司簽署協議，期間經過多次續約。
- 由於在1960年代，香港政府需要吸引外來投資基建，推進工業發展，故此當時協議的保障利潤，與當時的利率相若。
- 1997年4月3日，香港政府與中華煤氣有限公司達成資料及諮詢協議，效力為期三年。

## 實施方式

### 由1994年開始實施的管制方式
- 兩間電力公司，在一九七八年後收購的資產，每年可以獲得淨固定資產百分之十三點五的准許回報。
- 香港電燈有限公司，可以獲得額外百分之一點五，反映新股東在1979年入股後的投資。[3]
- 中華電力有限公司旗下公司簽署的協議，亦獲與港燈相同的待遇。
- 由於一九七八年前收購的資產，實際上已大幅折舊，因此實質准許回報率接近百分之十五。
- 准許利潤與實質利潤的差額，如實質利潤多於准許利潤，撥入發展基金，反之，就由發展基金，撥入日常損益帳中。
- 電費的金額，需要經行政局，以及後來的行政會議批准。
- 合約期限長達十五年。
- 容許電力公司擁有一筆，相等於全年收入百分之十的發展基金。

### 1997年資料及諮詢協議
資料及諮詢協議，是香港政府與中華煤氣有限公司所訂立，類似利潤管制協議的合約。在這份協議下，煤氣公司在更改價目時，要諮詢政府意見，以及披露若干資料予政府。但煤氣公司，在協議中並無得到任何與固定資產掛鈎的最低回報。

### 可再生能源
為鼓勵兩間電力公司發展可再生能源，政府提供經濟誘因，在《管制計劃協議》下，容許電力公司在投資可再生能源設施時，賺取一個較高的准許回報率（11%）。政府亦會按電力公司利用可再生能源發電的比例，作為量度指標，給予0.01至0.05個百分點准許回報的獎賞。（2011-06-01環境局答覆立法會）

## 優點與缺點

### 優點
- 提供了誘因，令電力公司持續投資供電設施，滿足電力需求的增長。[4]

### 缺點
- 不少學者，包括香港理工大學商業學系林本利，香港中文大學經濟系副教授鄺啟新等，都批評不論經濟好壞，電力公司利潤都與固定資產掛鈎，利潤管制變成了利潤保障計劃。[5]
- 由於電費水平，與固定資產淨值掛鈎，因此，立法會議員陳偉業，曾經公開批評，現有協議鼓勵電力公司不斷擴張容量，產生過剩電力，遠超於供電安全系數的百分之廿五，浪費電力。[6]現有協議，政府表明出現大量過剩情況下，多餘投資不會被計算在內[5]。

| 備用發電容量 (%)（資料來源：兩間電力公司控股公司的年報） | 備用發電容量 (%)（資料來源：兩間電力公司控股公司的年報） | 備用發電容量 (%)（資料來源：兩間電力公司控股公司的年報） | 備用發電容量 (%)（資料來源：兩間電力公司控股公司的年報） | 備用發電容量 (%)（資料來源：兩間電力公司控股公司的年報） | 備用發電容量 (%)（資料來源：兩間電力公司控股公司的年報） | 備用發電容量 (%)（資料來源：兩間電力公司控股公司的年報） |
| -------------------------------------------------------- | -------------------------------------------------------- | -------------------------------------------------------- | -------------------------------------------------------- | -------------------------------------------------------- | -------------------------------------------------------- | -------------------------------------------------------- |
| 年份                                                     | 2006                                                     | 2003                                                     | 2001                                                     | 1999                                                     | 1997                                                     | 1995                                                     |
| 中電                                                     | 38                                                       | 41                                                       | 41                                                       | 54                                                       | 51                                                       | 46                                                       |
| 港燈                                                     | 45                                                       | 40                                                       | 31                                                       | 41                                                       | 50                                                       | 48                                                       |

- 亦由於這協議，電費與固定資產淨值掛鈎的設計，中華電力有限公司所選用的脫硫裝置比廣東同類裝置貴七倍，但效益並非最大，對環保未必最有利[7]。
- 現有的協議，與環保並無任何掛鈎，不能迫使電力公司重視環保責任。
- 合約期限長達十年至十五年，缺乏彈性。[4]
- 現有制度電費及核數檢討，缺乏透明度。[4]

## 對投資者的影響
- 亦由於利潤管制計劃容許簽署者，可以藉借貨投資固定資產，令電力公司享有遠比同區為高的資本回報率，對股東和投資者是好事，但不為公眾所歡迎。[8]

| 平均股東資金利潤率（%） | 平均股東資金利潤率（%） | 平均股東資金利潤率（%） | 平均股東資金利潤率（%） | 平均股東資金利潤率（%） | 平均股東資金利潤率（%） |
| ----------------------- | ----------------------- | ----------------------- | ----------------------- | ----------------------- | ----------------------- |
| 年份                    | 2006                    | 2005                    | 2004                    | 2003                    | 2002                    |
| 中電                    | 25                      | 26                      | 26                      | 27                      | 27                      |
| 港燈                    | 23                      | 22                      | 23                      | 25                      | 27                      |

- 由於過往的利潤管制計劃，未有規定固定資產價值，由購買日起計算，還是由實際投產日起計劃，結果造成了漏洞，出現未投產先賺錢的現象，有關漏洞在2006年4月1日才得到糾正。這對投資者有利，但對市民同樣不利[9]。
- 以中電計，近十年每年平均收入約為三百億港元[10]，而發展基金為三十多億港元，雖然在中電未能賺足准許利潤時，才能由發展基金撥付，不過這筆基金事實上，中電可用作投資固定資產，而這筆原屬客戶擁有的金錢，根據協議，用戶不能取得當中的利息收入。這同樣屬於對投資者有利，但對公眾不利的部分。
- 而在新利潤管制協議推出後，中電集團出現香港業務盈利大跌情況。[11]

## 2008年協議檢討
由於1994年生效的利潤管制協議，會於2008年屆滿，因此，香港政府藉檢討現有協議的機會，分別在2005年和2006年發出香港電力市場未來的發展諮詢文件，就利潤管制協議向公眾作出諮詢。而在諮詢後，由2006年中開始，雙方展開有關談判，至今仍然未有最後結果。
政府在文件中，提出檢討利潤管制計劃的目標，分別為確保用電價格合理、回應各方對利潤管制計劃的批評，以及顧及發電相關的環保問題。
而各方面，都在新管制協議上，提出不同的意見。

### 引入競爭
- 包括前線等政治團體，在回應政府的諮詢文件時，都要求取消利潤管制協議，改為開放電網，特別容許廣東省的電廠向香港供電[14]。而在2005年，第一階段諮詢進行期間，中港電力已經宣布會籌備對港供電計劃，並且在2006年，正式向香港政府申請連續電纜向沙頭角供電[15]。
- 政府亦在第一階段諮詢文件中指出，若然引進廣東省的電力，有助減輕香港因發電造成的空氣污染。[13]。而香港在2003年，已經將京都議定書引入[16]。
- 消費者委員會建議，容許大型商業用戶自行發電[17]。

### 環保
- 准許利潤水平，與電力公司的環保水平掛鈎。
- 中電正申請興建本身的天然氣接收站，不過，於深圳鹽田以及珠海都有天然氣接收站的情況下，令人懷疑中電意圖利用利潤管制協議的保護下，將有關投資計入電費之中，令電費上升[18]。
- 綠色和平，曾經於[2003年]向立法會提出，應該要求在新協議下，電力公司至少有百分十的電力，來自可再生能源。[19]

### 改變監管方式
- 將利潤管制協議，或類似協議的監管責任，交予獨立的能源管理局負責[20]。

### 原始文獻
- 與香港電燈有限公司簽署管制計劃協議原文本，香港：環保局，2007 （页面存档备份，存于）
- 與中華電力有限公司、埃克森能源有限公司簽署管制計劃協議原文本，香港：環保局，2007 （页面存档备份，存于）
- 與中華煤氣有限公司簽署資料及諮詢協議原文本，香港：環保局，2007 （页面存档备份，存于）
- 香港電力市場的未來第一階段諮詢文件，香港：經濟發展及勞工局，2005 （页面存档备份，存于）
- 香港電力市場的未來第二階段諮詢文件，香港：經濟發展及勞工局，2006

## 相關連結及條目
- 香港政府環保局 （页面存档备份，存于）
- 中華電力
- 中港電力
- 香港電燈